# Ville-sur-Saulx
Ville-sur-Saulx ist eine französische Gemeinde mit 278 Einwohnern (Stand: 1. Januar 2022) im Département Meuse in der Region Grand Est. Sie gehört zum Kanton Ancerville und zum Arrondissement Bar-le-Duc.

## Geografie
Die Gemeinde Ville-sur-Saulx liegt an der Saulx, auf halbem Weg zwischen den Städten Bar-le-Duc und Saint-Dizier. Nachbargemeinden sind Trémont-sur-Saulx im Norden, Brillon-en-Barrois im Osten, Saudrupt im Süden sowie L’Isle-en-Rigault im Westen.

## Bevölkerungsentwicklung
| Jahr      | 1962 | 1968 | 1975 | 1982 | 1990 | 1999 | 2008 | 2019 |
| --------- | ---- | ---- | ---- | ---- | ---- | ---- | ---- | ---- |
| Einwohner | 324  | 311  | 307  | 295  | 318  | 305  | 307  | 280  |

## Sehenswürdigkeiten
- Kirche Saint-Pierre
- Schloss (Château de Trèves), Monument historique

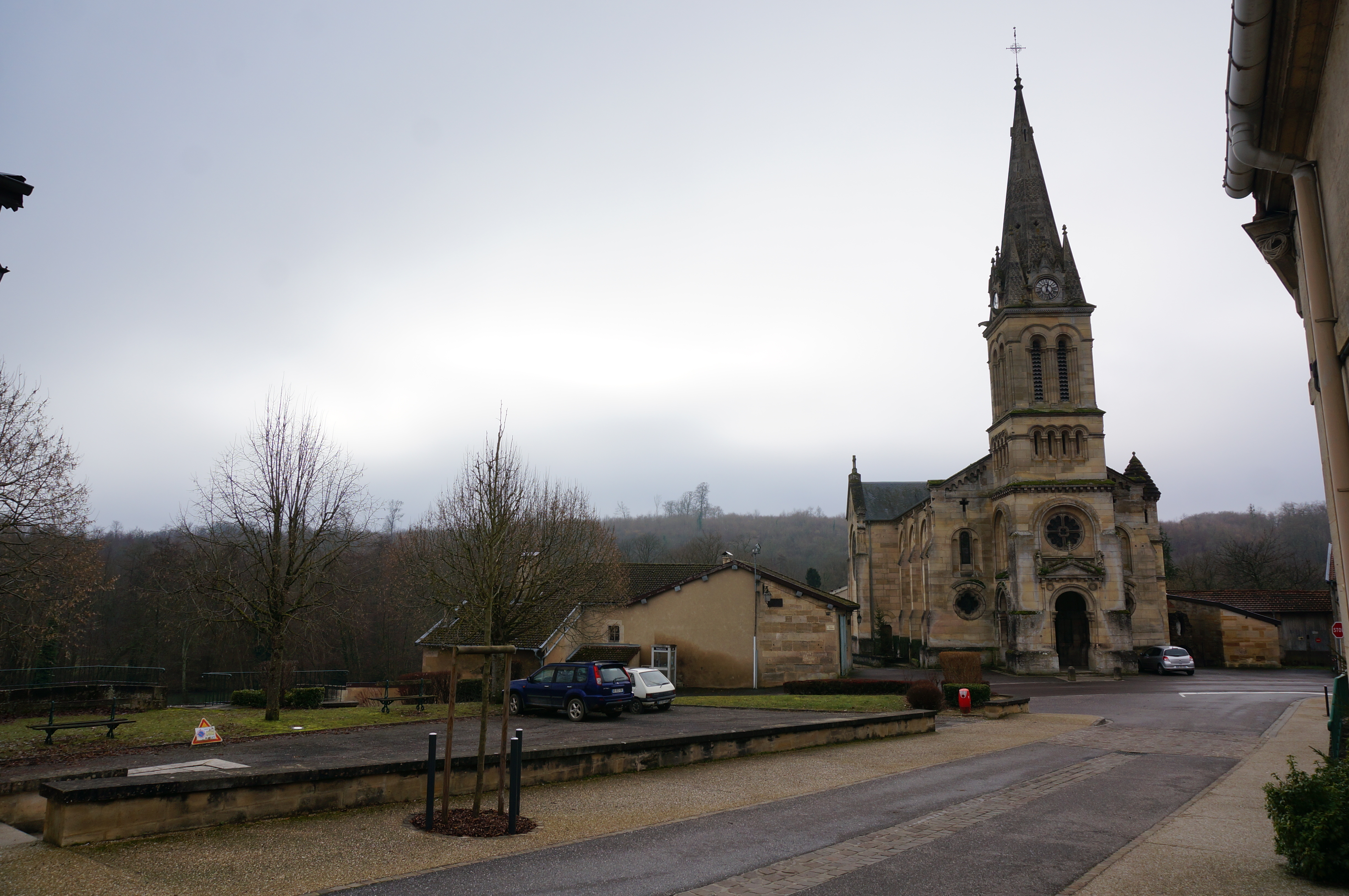
Kirche Saint-Pierre
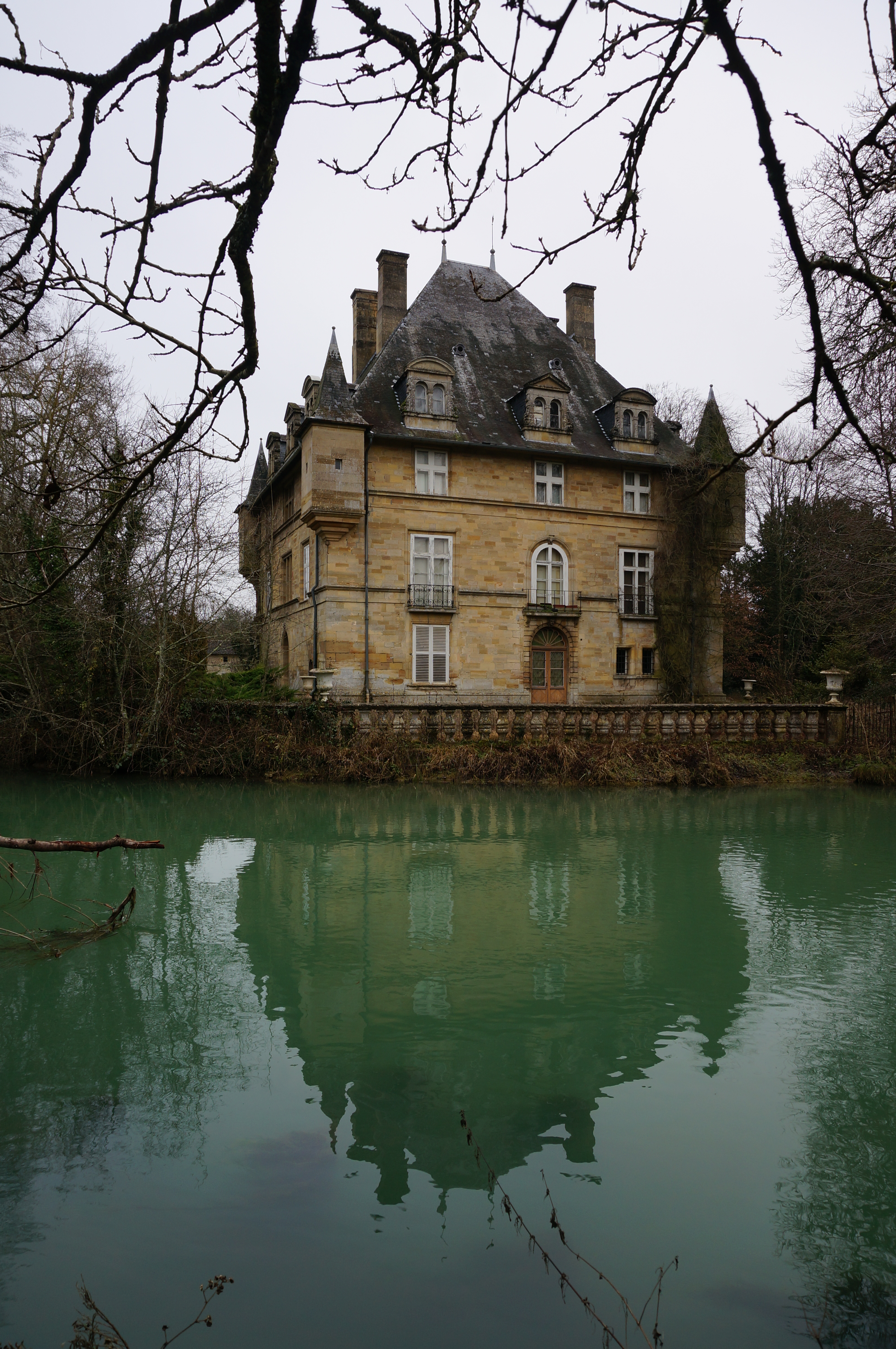
Château de Trèves
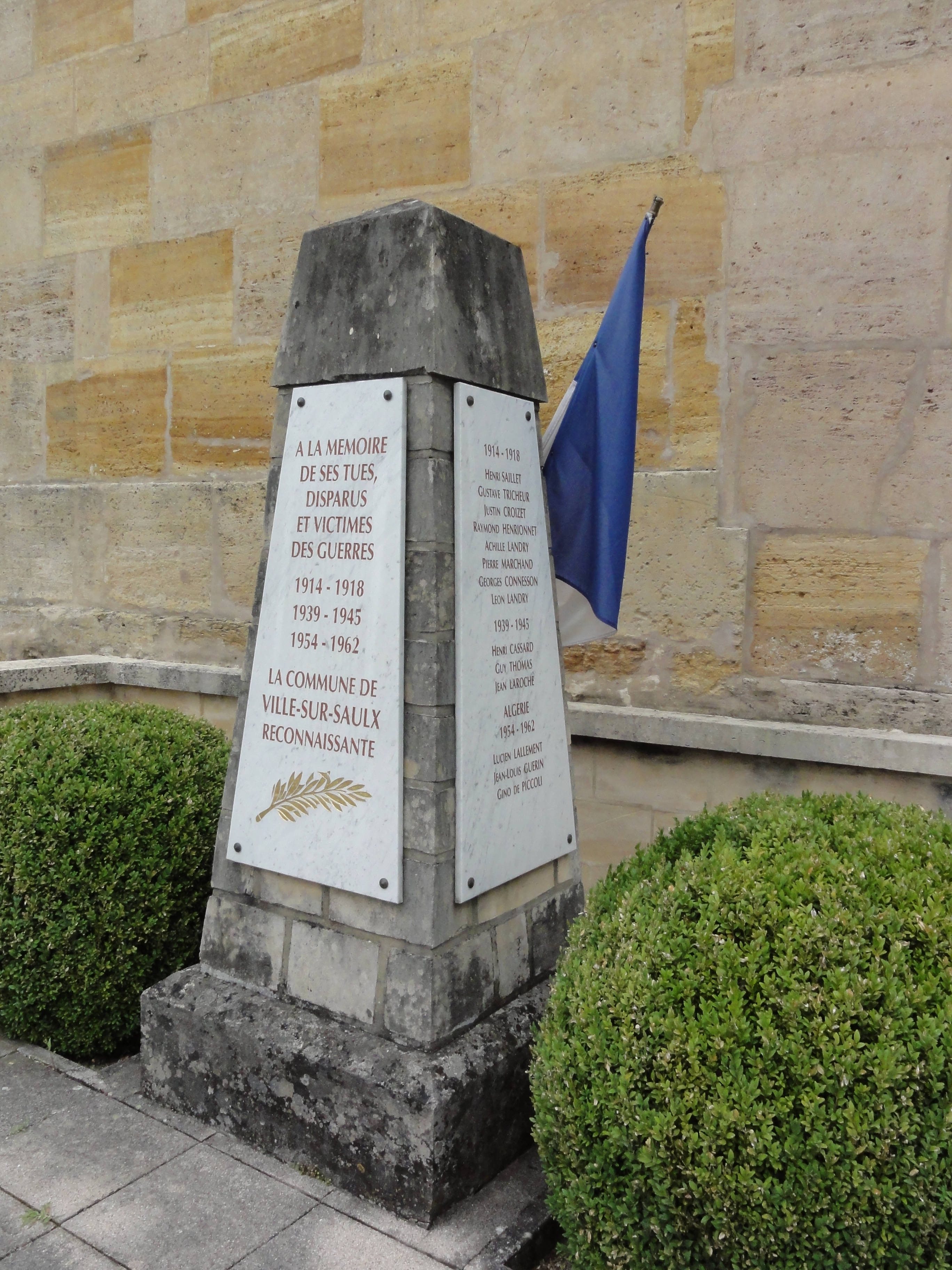
Gefallenendenkmal
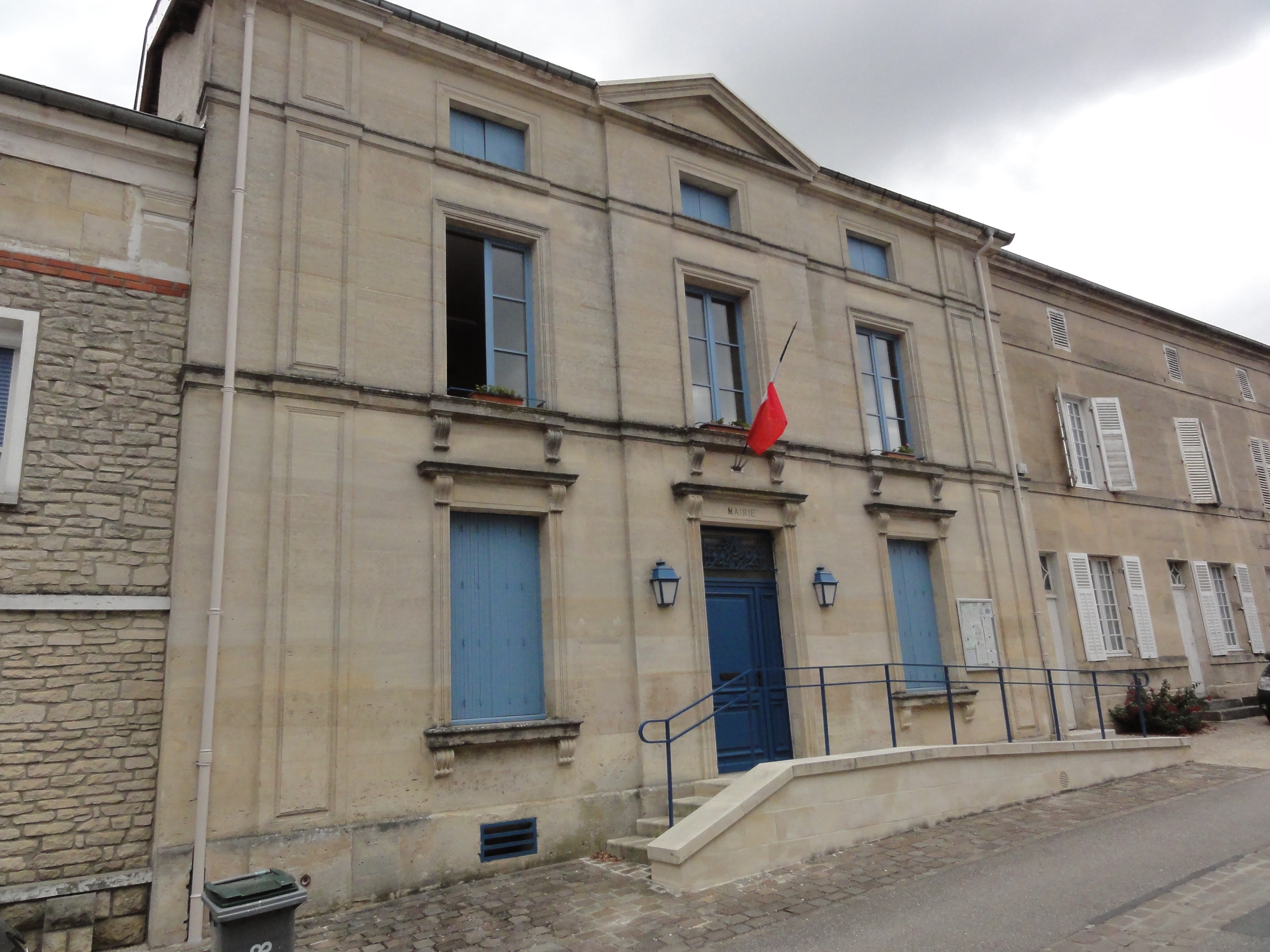
Mairie Ville-sur-Saulx